# Philippe Ward
Philippe Ward, né le 13 juillet 1958 à Bordeaux (Gironde), est un écrivain français. Il vit à Pamiers (Ariège).

## Biographie
Philippe Ward est le nom de plume sous lequel Philippe Laguerre publie ses romans et nouvelles fantastiques,. Il a également écrit sous le pseudonyme de Gilles de Grandin. Il est également directeur de collection des éditions Rivière Blanche.
Il coécrit très régulièrement avec la traductrice et auteur Sylvie Miller.

## Œuvres

### SérieLasser, détective des dieux
Cette série est coécrite avec Sylvie Miller.
1. Un privé sur le Nil[5], Critic, coll. « Fantasy », 2012, 327 p.  (ISBN 979-10-90648-02-9)
2. Mariage à l'égyptienne, Critic, coll. « Fantasy », 2013, 306 p.  (ISBN 979-10-90648-06-7)
3. Mystère en Atlantide, Critic, coll. « Fantasy », 2014, 352 p.  (ISBN 979-1090648197)
4. Dans les arènes du temps, Critic, coll. « Fantasy », 2015  (ISBN 979-1090648470)

### Romans indépendants
- Artahe, CyLibris, 1997, 259 p.  (ISBN 2-84358-006-4)
- Irrintzina, Naturellement, coll. « Forces obscures », 1999, 285 p.  (ISBN 2-910370-54-2)
- Le Chant de Montségur (2001) (avec Sylvie Miller), Ed. CyLibris/Fantastique, 2001
- La Fontaine de jouvence (sous le pseudonyme de Gilles de Grandin (2004), Black Coat Press, Rivière Blanche, Coll. Blanche n° 2004, 2004
- Meurtre à Aimé Giral (2006)
- Dans l'antre des dragons (2008)
- 16, rue du repos (2009), Black Coat Press, Rivière Blanche, Coll. Noire n° 13, 2009
- Mascarades (2009), Aïtamatxi Editions, 2009
- Le glaive de justice (La saga de Xavi El Valent - 1) (2010) (avec Gildas Girodeau  et François Darnaudet, Black Coat Press, Rivière Blanche, Coll. Blanche n° 2072, 2010, réédité dans Le Glaive de Justice, Hélios Poche, juin 2015
- ...Ceci est mon sang (Radu Dracula - 1) (2011) (avec Philippe Lemaire), Black Coat Press, Rivière Blanche, Coll. Noire n° 26, 2011
- De Barcelona à Montsegur (La saga de Xavi El Valent - 2) (2012) (avec François Darnaudet, Gildas Girodeau et Boris Darnaudet, Black Coat Press, Rivière Blanche, Coll. Blanche n° 2106, 2013, réédité dans Le Glaive de Justice, Hélios Poche, juin 2015
- Magie rouge, Trash éd., coll. Trash n° 12, 2014
- Danse avec le taureau : Serial killer aux fêtes de Bayonne[6], Editions Wartberg, 2015

### Nouvelles
- Martha (1990)
- Les vignes du seigneur (1998)
- Le mur (2000) (avec Sylvie Miller)
- Prorata temporis (2001)
- After midnight (2002) (avec Sylvie Miller)
- Mau (2002) (avec Sylvie Miller)
- Le fils de l'eau (2003)
- Le survivant (2003) (avec Sylvie Miller)
- Les ferrets invisibles (2005) (avec Sylvie Miller)
- Les chemins de l'esprit (2006)
- Pas de pitié pour les pachas (2006) (avec Sylvie Miller)
- Un futur inimitable (2007) (avec Sylvie Miller)
- Noir Duo (recueil de nouvelles avec Sylvie Miller, 113 préfaciers, 2007)
- La belle au poids mordant (2009) (avec Sylvie Miller)
- N'est pacha qui veut (2009) (avec Sylvie Miller)
- Le crépuscule des maudites (2010) (avec Sylvie Miller)
- Le pacha botté (2010) (avec Sylvie Miller)
- Voir Pompéi et mourir (2012) (avec Sylvie Miller)

## Distinctions
- 2000 : Prix Masterton, catégorie roman français, pour Irrintzina[7]
- 2013 : Prix ActuSF de l'uchronie, catégorie littérature, pour Lasser Détective des Dieux (avec Sylvie Miller)[8]